# Mihajlo
Mihajlo je moško osebno ime.

## Izvor imena
Ime Mihajlo je različica moškega osebnega imena Mihael.

## Tujejezikovne oblike imena
- pri Hrvatih: Mihajlo, različici: Mihovil, Mihael

## Pogostost imena
Po podatkih Statističnega urada Republike Slovenije je bilo na dan 31. decembra 2007 v Sloveniji število moških oseb z imenom Mihajlo: 130.

## Osebni praznik
Osebe z imenom Mihajlo godujejo takrat kot osebe z imenom  Mihael.